# Paul Langer (Ingenieur)
Paul Langer (* 7. Juni 1876 in Zagorje ob Savi; † 11. Oktober 1953 in Aachen) war ein deutscher Maschinenbauingenieur und Konstrukteur.

## Leben und Wirken
Der Sohn einer deutschstämmigen Familie studierte nach seiner Schulzeit von 1894 bis 1899 Maschinenbau an der Technischen Hochschule Wien. Anschließend nahm er an der technischen Hochschule Berlin-Charlottenburg eine Assistentenstelle an, wo er wohl auch seine Promotion ablegte. Ab 1901 war er als wissenschaftlicher Mitarbeiter bei verschiedenen, teilweise amerikanischen Firmen im Wärmekraftmaschinenbau tätig.
Im Jahre 1906 und nach absolvierter Habilitation folgte Langer einem Ruf an die RWTH Aachen, wo man ihm den Lehrstuhl für Dampfturbinen und Verbrennungsmaschinen mit den Schwerpunkten: Wärmetechnik; Verbrennungstechnik; Turbokompressoren; Wechselwirkung zwischen Fahrzeug und Fahrbahn übertrug. Im Jahre 1912 übernahm er als Nachfolger von Hugo Junkers zusätzlich noch die Leitung des Maschinenlaboratoriums und des Heizkraftwerkes, und somit die Verantwortung für die Strom- und Wärmeversorgung der gesamten TH.
In dem ihm unterstellten Maschinenlaboratorium begann Langer nun auch verstärkt mit experimentellen Forschungen an Kraftfahrzeugen und Fahrzeugmotoren. Nachdem in den Folgejahren dieser Aufgabenbereich stetig anwuchs, wurde auf seine Initiative hin Anfang der 20er Jahre mit dem Bau eines eigenen Laboratoriums begonnen, welches schließlich 1923 als „Institut für Fahrzeuge und Verbrennungskraftmaschinen“ der TH Aachen verwirklicht wurde und bis zum heutigen Tage als Institut für Kraftfahrwesen Aachen eine international bedeutende Rolle spielt. Langers Interessen galten nunmehr schwerpunktmäßig dem Zusammenhang von Fahrzeug und Antriebsmaschine, Beschleunigungsvermögen, Start- und Bremsfähigkeit, Wechselwirkungen zwischen Fahrzeug und Fahrbahn (Schwingungsverhalten, Straßenbeanspruchung), Laufwerke und Motoren (u. a. Saugrohreinspritzung). Darüber hinaus richtete er von ihm persönlich geleitete Konstruktionskurse ein und trat der Forschungsgesellschaft für Straßen- und Verkehrswesen bei.
Obwohl Langer selbst nie in die Nationalsozialistische Deutsche Arbeiterpartei eingetreten war, wurde er nach der Machtergreifung 1933 auf Grund seines rüstungsrelevanten Forschungsgebietes und seines kompetenten Rufes zunehmend von den herrschenden Machtstrukturen einbezogen. So gründete er beispielsweise im Jahr 1934 auf Initiative des Reichsverkehrsministeriums (RVM) hin, den „Forschungsrat für Kfz-Wesen“, der dem RVM unterstellt wurde und für die er in den Folgejahren diverse Forschungsaufträge mit dem Ziel der Entwicklung neuer Motoren und Antriebsstoffe sowie verbesserter Bereifung erfüllte. Weitere Aufgaben dieses Gremiums waren es, die Forschungsarbeiten in diesem Bereich zu koordinieren und zu fördern sowie Kontakte zwischen staatlichen Einrichtungen und der Industrie herzustellen. Trotz seines Engagements verhinderten parteitreue Wahlberechtigte im Jahre 1934 seine Wahl zum Rektor der RWTH Aachen.
Im Jahre 1941 wurde Paul Langer offiziell aus Alters- und Gesundheitsgründen emeritiert, musste aber seinen Dienst bis 1943 weiterversehen, da durch kriegsbedingte Umstände zunächst kein kompetenter und dem Regime genehmer Nachfolger akquiriert und eingesetzt werden konnte. Mit seiner endgültigen Emeritierung im Jahr 1943 und nach der Erfüllung von mehr als 37 Dienstjahren für die TH Aachen wurde Paul Langer noch im gleichen Jahr zum Ehrenbürger der RWTH Aachen ernannt.